# Scala Dei (Eiximenis)
El llibre conegut com a Scala Dei, també anomenat Tractat de contemplació és una obra escrita per Francesc Eiximenis possiblement l'any 1399 a València en català i dedicada a Maria de Luna, reina de la Corona d'Aragó i esposa del rei Martí l'Humà.

## Gènesi
Algunes parts del Llibre de les dones, en concret les relatives al Tractat de penitència i al Tractat de contemplació, s'incorporaren al llibre que Eiximenis possiblement oferí a la reina Maria de Luna amb motiu de la coronació del seu marit Martí I (i d'ella mateixa), com indicà Andreu Ivars. Se sap que la coronació del rei tingué lloc el 13 d'abril de 1399, i la de la reina el 23 d'abril de 1399.

## Contingut
El llibre conegut com a Scala Dei (Escala de Déu), estaria compost amb parts de l'esmentat Llibre de les dones. A banda dels fragments transcrits literalment d'aquesta darrera obra, s'hi resumeixen en certa manera els capítols 101 a 274 (referents a les virtuts teologals, les virtuts cardinals, els deu manaments, els pecats capitals i els sentits corporals), com indica l'estudiós Curt Wittlin. Aquest llibre pertany al gènere dels devocionaris, un gènere literari molt conreat a l'edat mitjana tardana i especialment popular entre les classes altes.

## Edicions digitals

### Manuscrits
- Edició a la Biblioteca Virtual Joan Lluís Vives del Ms. 88 del Fons de Reserva de la Biblioteca de la Universitat de Barcelona.

### Incunables
- Edició a la Memòria Digital de Catalunya de l'edició incunable, impresa a Barcelona el 27 d'octubre de 1494 per Diego de Gumiel.

### Edicions modernes
- Scala Dei. Barcelona. PAM. 1985. 100. Transcripció del manuscrit antic i nota preliminar i final de Curt Wittlin. Versió al català modern d'Elisabet Ràfols.

### Scala Deidins de les obres completes de Francesc Eiximenis en línia
- Obres completes de Francesc Eiximenis (en català i en llatí)[Enllaç no actiu].